# Will Sommers
Will Sommers, född okänt år, död 1560, var en engelsk gycklare. Han var hovnarr vid det engelska hovet mellan 1525 och 1560. 
Will Sommers uppges av tradition ha varit född i Shropshire och presenterats för kungen som en gåva av en köpman år 1525, men detta har inte kunnat bekräftas. Den första säkert bekräftade uppgiften är från 1535, då han tydligt finns dokumenterad som hovnarr hos Henrik VIII. 
Han har ibland kallats för en "naturlig dåre", vilket syftade på en person med funktionsnedsättning. Detta kan emellertid inte stämma in på Will Sommers, som beskrivs som kvick och verbal och hade förmågan att framställa kritik mot kungen genom humor. Det beskrivs hur han använde en narrs privilegium att tala ohämmat till att kritisera hovets slöseri genom humor. 
Sommers kvarblev vid hovet som narr åt Edvard VI, som 1551 noteras ha utkämpat en skämtduell med honom. Han kvarblev i tjänst även hos Maria I, och uppträdde då oftast tillsammans med sin kollega Jane Foole. Han kallades för den enda man utöver John Heywood som kunde få den allvarliga och melankoliska drottningen att skratta. 
Will Sommers fanns fortfarande kvar vid hovet som narr efter Elisabet I:s trontillträde. Hans uppträdande vid Elisabets kröningsfestligheter är den sista gången han uppträdde offentligt. 